# 弗利特伍德
弗利特伍德（Fleetwood）是英格蘭蘭開夏郡的一個城市和民政教區。2011年人口普查時，弗利特伍德有人口25,939人。弗利特伍德是維多利亞時代的首批經過計劃的社區之一，這裡曾是一個深海漁港。不過1970年代之後，這裡的漁業已經急劇縮小。弗利特伍德也是一個海濱度假區。